# وليام لومباردي
وليام لومباردي (بالإنكليزية:William James Lombardy) (ولد في 4 تشرين الثاني 1937 - 13 أكتوبر 2017) وهو لاعب شطرنج أمريكي حاصل على لقب الأستاذ الكبير، وكاتب ومعلمن وقس كاثوليكي. وكان أحد اللاعبين الأمريكيين البارزين خلال الخمسينات والستينات. عاصر بوبي فيشر وعمل على تدريبه. وهو اللاعب الوحيد الذي فاز ببطولة العالم للناشئين بالعلامة الكاملة. وهو حاصل على شهادة البكلوريوس في الفلسفة والماجستير في الأخلاقيات.

## روابط خارجية
- وليام لومباردي على موقع مباريات الشطرنج (الإنجليزية)
- وليام لومباردي على موقع 365Chess.com (الإنجليزية)
- وليام لومباردي على موقع Chesstempo.com (الإنجليزية)
- وليام لومباردي على موقع الاتحاد الأمريكي للشطرنج (الإنجليزية)
- وليام لومباردي سجل أولمبياد الشطرنج على موقع OlimpBase.org (الإنجليزية)